# Баканов, Владимир Игоревич
Баканов, Владимир Игоревич (27 марта 1955) — переводчик английской и американской литературы, писатель, журналист, издатель, лауреат премии «Лучший переводчик Европы», лауреат премии имени Ивана Ефремова, лауреат Памятной медали А. П. Чехова. Один из соучредителей и первый главный редактор журнала «Если».

## Биография
Родился в Риге, учился в Москве, закончил МИХМ (Московский институт химического машиностроения) на факультете технической кибернетики по специальности «полигонные установки» в 1980. Автор ряда статей и нескольких изобретений. Работал в нескольких журналах издательства «Профиздат», в основном, в «Советском шахтере»: сперва корреспондентом, потом зав. отделом и, наконец, заместителем главного редактора. Помимо основной работы заведовал отделом фантастики в журнале «Изобретатель и рационализатор».
В 1970-х начал переводить рассказы англоязычных писателей-фантастов сначала для друзей, не владевших английским языком, потом уже для публикаций — произведения А. Азимова, А. Бестера, И. Во, Ф. Дика, Р. Желязны, А. Кларка, К. Саймака, Р. Шекли, Б. Шоу и др. Первое переводное произведение вышло в 1978, после этого вскоре оставил карьеру химика и активно занялся переводческой деятельностью.
Был соучредителем издательства «ТЕКСТ», стал первым главным редактором журнала «Если», который учредил совместно с А. Шалгановым. Потом занялся исключительно переводческой деятельностью.
Член Союза журналистов СССР с 1988 года.
Член Союза писателей России с 2003.
Лауреат премии (Союза писателей России) имени Ивана Ефремова.
Лауреат премии «Лучший переводчик Европы» (конвент «Еврокон», 2004).
Член Президиума Совета по научно-фантастической и приключенческой литературе Союза писателей России.
Соучредитель литературно-философской группы (ЛФГ) «БАСТИОН».
Действительный член МАДЕМН.
Лауреат Памятной медали А. П. Чехова.
Вел авторский спецкурс «Мастерство художественного перевода» в МГУ. Периодически проводит вебинары для начинающих переводчиков, желающих овладеть мастерством художественного перевода.
При публикации переводов использовал псевдонимы Борис Белкин, В. Бука, В. Казанцев, И. Авдаков, Е. Плоткин, Б. Сагаловский, Л. Ежова, Н. Трегубенко, С. Соколов, А. Попов, С. Левин, Н. Петров и др.
Автор более 500 статей и переводов. Составитель 16 сборников научно-фантастических произведений.
В 2006 основал творческое объединение Школу перевода, объединяющую более полусотни профессиональных переводчиков, проживающих не только в России, но и в ближнем и дальнем зарубежье.

## Школа перевода
Является основателем Школы перевода Владимира Баканова, в рамках которой переводится в основном американская массовая литература, среди переводов «Сумерки» Стефани Майер и «Утраченный символ» Дэна Брауна.

### Романы
- Дуглас Адамс, «Автостопом по Галактике» [= Автостопом по галактике: путеводитель вольного странника; Путеводитель по галактике для путешествующих автостопом, главы 1-35]
- Эдгар Райс Берроуз, «Бандит из Чертова каньона» [под псевдонимом С. Левин]
- Эдгар Райс Берроуз, «Безумный король» [под псевдонимом С. Левин]
- Альфред Бестер, «Тигр! Тигр!»
- Ивлин Во, «Испытание Гилберта Пинфолда»
- Гарри Гаррисон, «Билл — герой Галактики» [под псевдонимом С. Соколов]
- Лайон Спрэг де Камп, «Да не опустится тьма!»
- Джером К. Джером, «Трое на велосипедах» [под псевдонимом А. Попов]
- Филип Дик, «Валис» совместный перевод: А. Криволапов
- Филип Дик, «Помутнение»
- Филип Дик, «Помутнение» совместный перевод: Алексей Круглов
- Филип Дик, «Свободное радио Альбемута» совместный перевод: В. И. Генкин
- Роджер Желязны, Фред Саберхаген «Витки» совместный перевод: Александр Корженевский
- Роджер Желязны, «Долина проклятий»
- Джеймс Гулд Коззенс, «Почетный караул» совместный перевод: Ирина Гурова, Владимир Баканов, А. Балясников
- Ричард Мид, «Поход изгоев» [под псевдонимом С. Левин]
- Андрэ Нортон, «Хрустальный грифон» [под псевдонимом Б. Сагаловский]
- Джоэл Розенберг, «Серебряный камень» [под псевдонимом С. Соколов] // совместный перевод: А. Л. Уткин
- Джордж Г. Смит, «Королева ведьм Лохлэнна» [под псевдонимом Е. Плоткин]
- Микки Спиллейн, «Мой револьвер быстр» (1990, роман)
- Дж. Р. Р. Толкин, «Хоббит, или Туда и обратно» совместный перевод: Екатерина Доброхотова-Майкова
- Хью Каллингем Уилер, «Подозрительные обстоятельства» [под псевдонимом Л. Ежова]
- Дональд Уэстлейк, «Проклятый изумруд» [под псевдонимом Б. Белкин]
- Том Холт «Натянутый лук» [под псевдонимом Н. Трегубенко] // совместный перевод: Т. Северина
- Джеймс Хедли Чейз, «Весна в Париже» [под псевдонимом Б. Белкин]
- Джеймс Хедли Чейз, «Запах денег»[под псевдонимом Б. Белкин]
- Джеймс Хедли Чейз, «Меллори» [под псевдонимом С. Соколов]
- Роберт Шекли, «Хождение Джоэниса» совместный перевод: Виталий Бабенко
- Роберт Шекли, «Цивилизация статуса»
- Боб Шоу, «Свет былого» совместный перевод: В. И. Генкин
- Пирс Энтони, «Властью Песочных Часов» [под псевдонимом В. Казанцев] // совместный перевод: Владислав Задорожный

### Повести
- Роджер Желязны, «Долина проклятий»
- Роджер Желязны, «Песнопевец» [под псевдонимом В. Казанцев]
- Андрэ Нортон, «Янтарь Кейта» [под псевдонимом А. Попов]
- Рекс Стаут, «Всех, кроме пса — в полицию!»
- Рекс Стаут, «Убийство полицейского»
- Гарри Тертлдав, «В Низине»
- Джо Холдеман, «В соответствии с преступлением» [= Подлежит расследованию] // совместный перевод: Виталий Бабенко
- Роберт Шекли, «Смертельные гонки»
- Боб Шоу, «Схватка на рассвете» [под псевдонимом Б. Белкин]